# Pachyrostra
De Pachyrostra zijn een groep plantenetende ornithischische dinosauriërs die behoren tot de Ceratopia.
In 2012 ontdekten Anthony R. Fiorillo en Ronald S. Tykoski dat binnen de Pachyrhinosaurini Achelousaurus en de soorten van Pachyrhinosaurus bijzonder aan elkaar verwant waren. Ze besloten hun klade te benoemen als de Pachyrostra, de "diksnuiten" afgeleid van het Oudgrieks pachys, "dik" en het Latijn rostrum, "snuit".
De nodusklade werd gedefinieerd als de groep bestaande uit de laatste gemeenschappelijke voorouder van Achelousaurus horneri en Pachyrhinosaurus canadensis; en al zijn afstammelingen.
De klade bestaat uit middelgrote planteneters uit het Campanien van Noord-Amerika, levend tussen de vijfenzeventig en zeventig miljoen jaar geleden. Ze delen het kenmerk van grote bulten boven de oogkassen en op de snuit. Ze hebben twee lange naar buiten krommende "P3" epiparietalia op de achterste schildrand. 